# 德拉戈耶·莱科维奇
德拉戈耶·莱科维奇（1967年10月21日—），塞尔维亚男子足球运动员。他曾代表南斯拉夫、南联盟参加1990年和1998年国际足联世界杯。他也曾参加1988年夏季奥林匹克运动会。